# 그리스의 경제
그리스의 경제는 2008년~2009년의 세계 금융 위기 전에 그리스는 최근 몇 년 동안 안정화 정책을 시행하여 빠른 경제 성장을 이루고 있었다. 그리스는 산업, 자본재, 식료품, 석유의 순수입 국가이다. 주요 수출품으로는 제조품, 식품과 음료, 석유 제품, 시멘트, 화학, 의약품이 있다. 그리스 사람들은 높은 생활 수준을 누리고 있으며, 인간 개발 지수(세계 18위), EIU 삶의 질 조사에서도 반영되어 있다.
공공부문 차입요구

## 현대 그리스의 경제
현대 그리스 경제는 19세기 말에서 20세기 초부터 사회 및 산업 입법을 갖추고 보호 관세를 부과하며 1차 산업 기업을 세우면서 발전하기 시작하였다. 20세기 전환기에 주요 산업은 식품 가공, 선박 건조, 섬유 제조, 간단한 소비재로 구성되었다.
산업 혁명으로 전 세계 상당 지역이 전환기를 맞았던 19세기에 그리스 경제의 성장은 거의 연구되지 않았다. 최근 연구에서는 1833년과 1911년의 1인당 평균 GDP를 각각 계산하여 당시 서유럽 국가보다 약간 낮은 정도임을 밝혀냈는데, 이를 통하여 그리스의 산업이 점진적으로 발전하였으며 농업 위주 경제에서 선박업이 발전했음을 검증하였다. 다른 연구에서도 삶의 질을 비교 분석하여 이런 평가를 뒷받침해주고 있다. 그리스의 1인당 소득(구매력 기준)은 1850년, 프랑스의 65%였으며, 1890년에 56%, 1938년에는 62%, 1980년에는 75%, 2007년에는 90%였다. CIA 월드 팩트북에 따르면(2009년 2월 자료) 2008년에는 100.3% 수준이라고 한다.
1949년 그리스 내전이 끝나고 20년 동안 그리스는 일본 다음으로 세계 2위의 경제 성장률을 보였으며, 생활 수준이 급격히 향상되었다. (그리스의 경제 기적) 1970년대 중반 그리스의 GDP 성장률과 GDP 대 투자 비율, 생산성이 떨어졌으며, 실질 노동 비용과 유가는 상승하였다. 1981년 1월 1일 그리스가 유럽 공동체에 가입하여 보호 장벽이 제거되었으며, 결속 기금(cohesion fund)은 그리스의 경제 성장이 크게 기여하였다.
1989년 그리스는 "선진 경제권" 23개국 축에 끼었지만, 1980년대는 그리스가 심각한 경제 문제에 시달리던 시기였다. 정부는 확장 정책을 펴 물가 상승을 부채질하고 국제 수지가 악화되었다. 공공 부문 적차가 커지면서 차관으로 이를 메웠다. 1985년 10월 그리스는 유럽 연합에서 빌린 17억 유럽 통화 단위를 지원받은 그리스 정부는 2개년 "안정화" 계획을 시행했지만 성과는 제한적이었다. 공공 부문 비효율성과 지나친 지출로 국공채는 늘어났으며, 1992년 말 총 국공채는 GDP의 100%를 넘어버렸다.
그리스는 적자를 메우기 위해 계속 외채에 의존하였다. 공공 부문 외채는 1998년 말 320억 달러에 이르렀는데, 이것은 총 부채의 1/4에 불과하였다. 같은 시기 총 공채는 1천190억 달러로 GDP의 105.5%에 육박하였다. 유럽 연합 회원국인 그리스는 경제 통화 동맹 가입의 선결 조건을 충족하기 위하여 예산 적자와 물가 상승을 줄이고자 노력하였다. 경제 성장은 가입 계획 기준을 상회하였으나, 높은 예산 적자와 부족한 인프라는 그리스 경제의 장기적인 잠재 경제 성장률에 발목을 잡았다.
1994년 5월, 그리스 은행은 단기 자본 이동에 대한 통화 제한을 철폐하면서 촉발된 통화 위기를 잘 극복하였다. 그리스 은행은 통화 정책을 강화하고 금리를 크게 높여 드라크마화에 대한 투기 자본의 공세를 막았는데, 그리스 은행은 며칠 동안 금리를 180%까지 올렸다. 두 달이 채 안되어 드라크마화에 대한 투기는 더 이상 위협이 되지 않았으며, 금리는 정상 수준으로 되돌아왔다. 아시아 금융 위기가 일어난 1997년 가을에도 비슷한 투기 자본의 위협을 막아냈다.
최근 그리스 경제 정책의 한 성과로 물가상승률 감소를 꼽을 수 있다. 20년이 넘도록 인플레이션은 두자릿수로 올라 1990년대 초에는 23%까지 이르렀다. 그러나 국가 재정 안정, 임금 억제, 드라크마화 평가절상 정책이 결합되어 물가 상승이 낮아졌다. 1990년대 중반에 물가상승률은 2.0%까지 떨어졌다. 높은 금리는 역사적으로 심각한 문제였는데, 그리스 정부의 드라크마화 절상 정책과 공공부문 차입요구(PSBR)로 물가상승률을 낮추기 어려워졌지만, 1997~99년에 상황이 나아져 물가상승률은 유로존 다른 국가 수준으로 점차 떨어지고 있다.
2001년 그리스는 경제통화동맹(유로존)에 가입하였다. 금리 정책은 이제 유럽 중앙 은행이 맡고 있다.

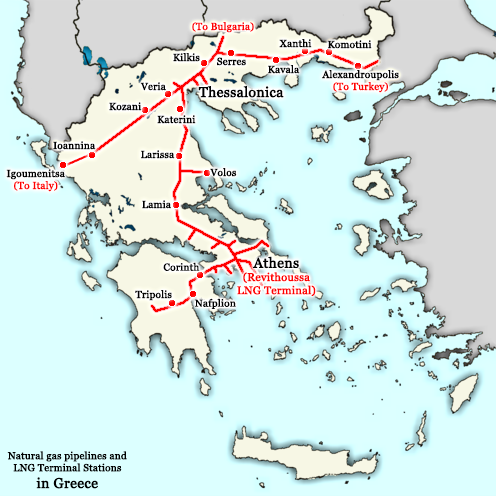
이 지도에서는 그리스의 천연 가스 파이프라인을 나타내고 있다. 여기에는 그리스-이탈리아간 파이프라인 계획도 나와있다. 파이프라인은 대략 알렉산드루폴리에서 테살로니키를 지나 라리사, 라미아, 티바, 아테네, 코린토스, 나프필리오, 트리폴리를 지난다. 이탈리아간 계획 파이프라인은 이구메니차로 향한다.

거시 경제가 더욱 안정되고 금리가 낮아지면서 성장이 빨라졌다. 그리스 경제는 1994년 이래 계속 성장하고 있으며, 1996년부터 유럽 연합 25개국 평균 수준을 상회하고 있다. 2004년 그리스 경제 성장률은 4.7%로 유럽 연합에서 15개국 가운데 가장 빨랐다. 이러한 배경에는 2004년 아테네에서 열린 하계 올림픽을 위하여 인프라에 투자한 덕분이기도 하였다. 그리하여 실질 소득은 1997년에 유럽 연합 27개국 평균의 85% 수준에서 2007년 거의 100% 수준으로 성장하였다. (유럽 통계국, 2007년 4월 21일)
2004년 유럽 위원회의 통계 기관인 유럽 통계국에서는 (신민주주의당의 회계 감사 이후) 그리스의 유럽 경제통화동맹 가입을 기초로 예산 통계가 과거 정부 때보다 너무 적게 보고되어 있음을 밝혔다. (대부분 군비 지출에서 기록되지 않는 부분이 많았다.) 그러나 그리스가 유로존에 가입을 신청할 당시 계산한 통계에 따르더라도, 가입 기준은 이미 충족한 상태였다.
최근 그리스의 경제 성과는 만족스러운 수준이다. 그러나 그리스의 정책 입안자에게는 두 가지 어려움이 있는데, 첫 번째로는 아테네 올림픽의 열기가 가라앉고 2006년 유럽 연합의 농업 보조금이 삭감된 이후 경제 침체를 막는 것이고, 두 번째로는 사회보장, 복지, 노동 시장 등의 분야에 경제 구조 개선을 계속하는 것으로, 이는 투자를 장려하고 그리스의 높은 실업률을 낮추고 성장과 경제 안정을 촉진하게 될 것이다. 첫 단계로 2005년 6월 30일, 노동 조합과 주요 야당인 범그리스 사회주의 운동의 격렬한 반대를 무릅쓰고 소매업과 고용 시장의 노동 시간을 자유화하고 그해 여름 내내 공공 사업과 용역에서 공공/민간 재정 주도권을 보장하는 입법으로 은행 직원의 보험 제도에 상당한 개혁을 추진하였다.
2006년 3/4분기 동안 그리스는 4.4%의 성장률을 기록하였는데, 전년도 같은 분기에는 3.8%임을 견주었을 때 큰 발전이었다. 이 수치는 유럽 연합과 유로존 가운데서 가장 높은 수준으로, 이 시기 평균 성장률은 각각 2.7%와 1.7% 정도였다. 현재 해결해야 할 문제로는 현재 8.8%에 이르는 실업률을 더욱 줄이고, 사회 복지 제도를 개혁하며, 공공 부문을 더욱 민영화하고, 조세 제도를 철저히 조사하며, 일부 관료 조직의 비효율성을 더욱 줄이는 것이다. 재정 적자를 유로존 목표인 GDP 3%로 줄이는 것 역시 중요한 사안이다. 협정을 통하여 유럽 연합은 그리스가 유럽연합의 안정과 성장 협약(SGP)의 재정 적자 3% 이하 기준을 충족할 수 있도록, 그리스에 2년의 최종 기한을 주었다.(2005년과 2006년 예산) 2005년 재정 적자는 GDP의 5.5%이다가 2006년에 3% 밑으로 떨어져 2.6%(2007년 4월 유럽 통계국이 승인한 수치)를 나타내었다. 이 수치와 다음해 예상을 기초로 유럽 연합이 그리스에 부과한 과도한 적자 해소 절차는 2007년 6월 5일에 공식적으로 끝났다.
유럽 연합의 규정에 따라 그리스는 2007년 10월 자국의 GDP를 9.6%로 수정하였다.(2006년 당초 계획한 수치보다 더 적은 수정이다) 다른 회원국과 달리 그리스는 수년간 자국 GDP의 측정 기준을 수정하지 않은 바 있다.
2008년 10월 9일 서브프라임 모기지 위기에 대응하여 그리스는 3년간 국내 은행 계좌의 2천 3백억 유로에 대하여 각각 100,000 유로를 보증하기로 하였는데, 이는 유럽 연합 경제·재무이사회에서 유럽 연합 전체에 규정한 1년 최소 50,000 유로 보증금 기준보다 높은 수준으로 그리스의 은행 체제가 안정적임을 확신케 하였다. 한편 그리스 중앙 은행은 그리스 경제 성장률 예상치를 3.3%로 낮춰 잡았는데, 유가와 식료품 가격이 상승하여 소비가 줄었기 때문이다. 2009년 그리스의 경제 성장률은 유럽의 평균 수준보단 높은 수준을 지키겠지만, 1993년 이래 처음으로 적자로 돌아설 것으로 보인다.

## 유럽 연합 가입
그리스는 1981년 이래 자국 경제를 유럽 경제의 일부로 통합하고 있다. 그리스의 기업은 유럽 연합의 기업과 경쟁하는데 적응하고있으며, 이후 들어선 여러 정권에서 그리스의 경제와 상업 규정 및 관행을 자유화해야 하였다. 그리스는 유럽 연합의 1992년 단일 시장 계획의 일부 측면에는 포기한 것으로 인정되고 있다.
역사적으로 그리스는 유럽 연합 예산의 순수익자였다. 유럽연합에서 그리스에 지출한 순수 비용은 1998년에 총 49억 달러로, GDP의 4.2%에 해당하였다. 1998년 순수 유입액은 약 5십억 유로에 이르렀다. 유럽 연합은 들로르 2단계 종합 계획에 따라 그리스에 상당한 지원을 해주었다. 1994년 7월, 그리스 정부와 유럽 연합은 이 시기에 그리스에 1백66억 유럽통화단위(ECU)를 지원하는 최종 계획에 합의하였는데, 이 가운데 140억 ECU는 공동체 지원계획(Community Support Framework)에서, 26억 ECU는 결속 기금으로 충당하였다. 이런 수준의 원조는 1999년까지 지속되어 주요 공공 사업과 경제 발전 계획, 경쟁력 및 인적 자원 계획, 생활 수준 개선 및 빈부 격차 해소에 투입되었다. 그리스는 유럽 연합 예산에서 GDP의 1.8%에 해당하는 201억 유로의 기금을 지원받고 있다.

## 같이 보기
- PIGS
- 2010년 유럽 국가부채위기